# Tsar Tank
El Tsar Tank (en rus: Царь-танк), que significa "Rei dels tancs", també conegut com a Netopir (Нетопы́рь, ratpenat de Pipistrellus), Ratpenat, tanc de Lebedenko, màquina de Lebedenko, Mamut o Mastodont, era un inusual vehicle de guerra rus. Va ser desenvolupat per l'enginyer Nikolai Lebedenko durant la Primera Guerra Mundial, entre 1914 i 1915. Se li va ocórrer un tipus de "cuirassat terrestre", ja que va arribar a pesar 40 tones, en configuració de "tricicle" i aconseguia uns impressionants 17 km/h. Desafortunadament el cost va ser alt (250.000 rubles), de manera que es va cancel·lar la seva producció en sèrie. A més, va ser vulnerable davant de l'artilleria pesant.
La denominació de tanc li ha estat aplicada posteriorment, per analogia; no era pròpiament un tanc (tipologia de vehicle militar que encara no existia), perquè no utilitzava tracció d'eruga, sinó dues llandes de 9 m de diàmetre al capdavant, sustentades per una llanda d'1,5 m en la part posterior. Posseïa un canó de 150 mm, a una altura de 8 m, i era tripulat per 4 ocupants. Altres armes anaven muntades sota la plataforma principal.
El 1915 van començar una sèrie de problemes amb el seu trasllat, ja que la llanda del darrere no aconseguia evitar els obstacles com les llandes més grans. Va ser donat de baixa el 1917, quan va començar la revolució russa.

## En el cinema
Un model del Tsar Tank apareix en la seqüència de la massacre de la Primera Guerra Mundial en la pel·lícula de Serguei Eisenstein (1927), Octubre.